# Угон самолёта «Ландсхут»
Угон самолёта «Ландсхут» — один из эпизодов Немецкой осени, произошедший в четверг 13 октября 1977 года, когда террористы из Народного фронта освобождения Палестины захватили пассажирский самолёт Boeing 737-230QC «Landshut» немецкой авиакомпании Lufthansa, следовавший с Балеарских островов. Самолёт находился во власти угонщиков четверо с половиной суток, прежде чем в ночь на 18 октября, уже в Сомали, был освобождён отрядом западногерманского антитеррористического спецназа при поддержке местных властей.

## Самолёт
Boeing 737-230QC с регистрационным номером D-ABCE (заводской — 20254, серийный — 230) и именем Landshut (Ландсхут) свой первый полёт совершил 7 января 1970 года, а в авиакомпанию Lufthansa поступил 12 января. Был оборудован двумя двухконтурными (турбовентиляторными) двигателями Pratt & Whitney JT8D-9A[значимость факта?]. Находясь под контролем террористов, пролетел около 6000 миль (9700 км).

## Экипаж
Лётный экипаж (в кабине) состоял из двух пилотов:
- Командир воздушного судна — 37-летний Юрген Шуман[нем.] (нем. Jürgen Schumann). До прихода в гражданскую авиацию служил в Люфтваффе лётчиком истребителя Lockheed F-104 Starfighter. Женат, двое детей.
- Второй пилот — 35-летний Юрген Фитор (нем. Jürgen Vietor). До прихода в гражданскую авиацию служил в авиации морского флота.

В салоне работали три стюардессы:
- 33-летняя Ханнелора Пиглер (нем. Hannelore Piegler). Старшая стюардесса.
- 28-летняя Анна-Мария Штарингер (нем. Anna-Maria Staringer)
- 23-летняя Габриэла Дильман (нем. Gabriele Dillmann)

## Хронология событий

Маршрут захваченного самолёта

### Начало угона
13 октября борт D-ABCE выполнил пассажирский рейс из Франкфурта-на-Майне в Мальорку, который прошёл без отклонений. Далее предстоял обратный рейс — LH-181. В 13:00 GMT (11:00 местного времени) лайнер с 86 пассажирами и 5 членами экипажа поднялся в воздух и направился в сторону Германии. Полёт проходил на эшелоне 340 (34 000 футов (10 400 м)), с момента вылета прошло 40 минут, самолёт был на подлёте к Марселю, когда в кабину вдруг ворвался вооружённый пистолетом мужчина, который объявил пилотам, что лайнер захвачен, после чего выгнал второго пилота Юргена Фитора в салон.
Всего захватчиков было четверо — двое мужчин и две женщины, которые называли себя Диверсанты мученицы Халимы, в честь действовавшей под этим псевдонимом немецкой террористки Бригитты Кульманн, убитой годом ранее в Уганде израильским спецназом при освобождении заложников с французского Airbus A300. Их лидер называл себя Командир мучеников Махмуд, в честь псевдонима другого убитого в Уганде террориста — Вильфрида Бёзе. На самом деле за этим псевдонимом скрывался 23-летний палестинец Зохайр Юсиф Акаш (Zohair Youssif Akache) из Народного фронта освобождения Палестины (НФОП). Остальные трое захватчиков использовали псевдонимы Сорайя Ансари, Риза Аббаси, Шаназ Голун, за которыми скрывались соответственно 22-летняя палестинка Сухайла Сайех (Suhaila Sayeh) и ливанцы 23-летний Вабиль Харб (Wabil Harb) и 22-летняя Хинд Аламе (Hind Alameh). Оружие на борт было пронесено в косметических наборах, а всего у террористов имелись два пистолета, 4 ручные гранаты и пластиковая бомба с зарядом весом полкилограмма.

### Рим
Махмуд потребовал лететь на Кипр, но его убедили, что запаса топлива на борту недостаточно и требуется дозаправка. Повернув на восток, в 15:45 рейс 181 приземлился в аэропорту Фьюмичино города Рим. Здесь террористы выдвинули свои требования, которые были такими же, как и при похищении немецкого промышленника Ханнса Мартина Шлейера фракцией Красной Армии (РАФ) пятью неделями ранее: освободить из немецких тюрем 10 террористов из РАФ, а также двух палестинских террористов из турецких тюрем и выкуп в 15 000 000 $. НФОП и РАФ действовали сообща.
Итальянскому министру внутренних дел Франческо Коссига позвонил его коллега из ФРГ Вернер Майхофер, который предложил прострелить самолёту шины, чтобы террористы не смогли покинуть Рим. Однако итальянские власти после обсуждения спасовали, приняв решение не связываться с палестинцами, вместо этого дозаправив авиалайнер. Стоянка на земле продлилась пару часов, на протяжении которых Махмуд разрешил второму пилоту Фитору вернуться в кабину. Фитор взял на себя управление и по требованию захватчиков, не запрашивая разрешения у диспетчера, вырулил на полосу, а в 17:50 поднял машину в воздух.

### Ларнака
В 20:28 «Ландсхут» приземлился на Кипре в Ларнакском аэропорту. Спустя час туда прибыл представитель от организации освобождения Палестины (ООП), который по радиосвязи стал убеждать лидера захватчиков отпустить заложников. Взбешённый таким предложением Махмуд начал в ответ кричать на арабском. Вскоре представитель ООП понял, что переговоры зашли в тупик, поэтому покинул аэропорт. Авиалайнер дозаправили, после чего командир Шуман запросил у диспетчера разрешения на полёт в Бейрут (Ливан), но ему ответили, что аэропорт Бейрута закрыт и заблокирован. Тогда экипаж передал, что если им там не дадут посадки, то они направятся в Дамаск (Сирия). В 22:50 самолёт вылетел из Ларнаки.

### Манама
Уже в 23:01 рейс 181 подошёл к Бейруту, но тот действительно был закрыт, поэтому экипаж направился к Дамаску, к которому подошёл в 23:14, однако и тот оказался заблокирован. Отказались принимать захваченный самолёт также в Аммане (Иордания), Багдаде (Ирак) и Эль-Кувейте (Кувейт). Тогда был взят курс на Манаму (Бахрейн), по пути к которой экипаж узнал от пролетающего мимо самолёта компании Qantas, что и тот закрыт. Однако топлива на борту уже оставалось мало для ухода на другой аэродром, о чём было доложено бахрейнскому диспетчеру, но тот всё равно запретил посадку. Посадка ночью вне аэродрома на незнакомой местности могла закончиться катастрофой, поэтому, игнорируя команды диспетчера, командир Шуман включил систему автоматической посадки, и в 01:52, уже 14 октября, борт D-ABCE приземлился в бахрейнском аэропорту.
Сразу после посадки лайнер был оцеплен войсками, на что Махмуд потребовал по радиосвязи отвести армию и дозаправить самолёт, в противном случае будет убит второй пилот. Срок на отвод войск был установлен в пять минут и после переговоров с диспетчером его требования были выполнены. В 03:24 «Боинг» вылетел из Манамы.

### Дубай

Захваченный самолёт на стоянке в Дубае

Следующей остановкой должен был быть Дубай (Объединённые Арабские Эмираты), однако там отказали в посадке, а так как к тому времени уже начало светать, то при пролёте над аэропортом было видно, что полоса заблокирована грузовыми и пожарными автомобилями. С самолёта предупредили, что запас топлива на борту небольшой, а потому рейс 181 в любом случае приземлится в Дубае. Тогда полоса была освобождена, а в 05:51 (08:51 по местному времени) лайнер совершил нормальную посадку.
Захватчики потребовали принести на борт еду, воду, прессу, лекарства и убрать мусор. Передавая их указания диспетчеру, командир самолёта также дополнительно сказал: И принесите четыре блока сигарет: два с фильтром и два без фильтра. А позже под самолётом в районе носовой части были найдены четыре сигареты, две из которых были сломаны. Так на земле узнали, что авиалайнер захвачен двумя мужчинами и двумя женщинами. Позже при общении с прессой министр обороны ОАЭ шейх Мохаммед неосмотрительно назвал число захватчиков, сказав, что данные получены от командира экипажа. Услышав об этом, вероятно, по радио, главарь террористов Махмуд пригрозил Юргену Шуману, что убьёт его.
На аэродроме самолёт простоял весь день и всю ночь, после чего уже в субботу захватчики стали требовать выполнения их требований, или дозаправить самолёт, в противном случае начнётся расстрел заложников. Но немецкие власти отказывались выполнять требования террористов, вместо этого намереваясь освободить самолёт, для чего в Дубай даже прибыла специальная группа GSG 9, которую возглавлял полковник Ульрих Вегенер. Ответственным по вопросам с рейсом 181 был министр Ганс-Юрген Вишневский, который запросил у властей ОАЭ разрешение на задействование немецкого спецназа, с чем те согласились. Но затем руководители специальных войск попросили дать время на дополнительную подготовку, что грозило затягиванием пребывания лайнера в аэропорту. В свою очередь, власти Объединённых Арабских Эмиратов приняли решение всё же пойти на уступки захватчикам, так как боялись, что за помощь с освобождением заложников, РАФ и НФОП в ответ могут провести серию терактов, что в относительно небольшой стране будет иметь большой резонанс.
После дозаправки, в 12:19 (15:19) 16 октября борт D-ABCE вылетел из Дубая, направившись в Маскат (Оман). Стоянка в Дубае продлилась более 54 часов.

### Аден
Однако, как и в предыдущих случаях, Маскат отказался принимать захваченный борт. Также запретили посадку у себя Эль-Мукалла и Аден (Южный Йемен), но при подходе к последнему в условиях сумерек запас топлива был уже очень мал. Обе полосы при этом были заблокированы техникой, а руководство Аденского аэропорта отказывалось их освобождать. Не имея выбора, экипаж в сложившейся ситуации в 15:55 выполнил посадку прямо на песок между двух полос.
Йеменские власти потребовали у экипажа как можно быстрее вылететь из Адена, на что экипаж высказал озабоченность техническим состоянием машины после посадки на грунт. Шуман объяснил Махмуду, что требуется осмотр шасси и двигателей, после чего вышел из самолёта. Осмотр затянулся, а вскоре люди на борту заметили, что их командир пропал. Как оказалось, он пошёл к диспетчерской вышке, где стал просить выполнить требования террористов и уже наконец прекратить этот затянувшийся рейс. Беседовал с ним командующий йеменских ВВС генерал Ахмед Мансура, который похвалил пилота за успешную посадку, но предупредил, что власти запретили, чтобы пассажиры сходили с самолёта вместе с террористами. В это время обеспокоенный долгим отсутствием Шумана, Махмут стал по рации требовать, чтобы он вернулся, угрожая в противном случае начать расстрел пассажиров. Услышав эти сообщения, Юрген сказал: Пойду вернусь. Я уверен, что они меня сейчас убьют. Его последние слова оказались пророческими. Едва он поднялся на борт, как взбешённый Махмуд, не давая ему объясниться, заставил встать на колени в проходе салона, после чего выстрелил в голову.
Убив лётчика, захватчики показали твёрдость своих намерений. Однако они не подозревали, что этим только ухудшили своё положение, ведь теперь немецкие власти могли уверенно называть их террористами, а не повстанцами.
После дозаправки, в 02:02 17 октября самолёт, пилотируемый вторым пилотом Юргеном Фитором, вылетел из Адена и направился к последней остановке — Могадишо (Сомали).

### Могадишо
На сей раз полёт прошёл на удивление гладко, а в 04:34 (06:34 местного времени) «Боинг» выполнил нормальную посадку в аэропорту Могадишо. После посадки второму пилоту было сказано, что он выполнил поистине титаническую, по сути, сверхчеловеческую работу, и что может покинуть самолёт, так как террористы больше никуда лететь не планировали. Однако Фитор отказался уходить, предпочтя остаться на борту вместе с пассажирами и стюардессами. Далее захватчики выбросили из самолёта на аэродром тело убитого командира и выдвинули ультиматум: до 16:00 местного времени (14:00 GMT) освободить из тюрем участников Фракции Красной Армии, в противном случае авиалайнер будет взорван. То, что «Ландсхут» будет уничтожен, уже было понятно, ведь раз он больше никуда не должен был лететь, то и надобности в нём не было. Все радиопереговоры с землёй от лица экипажа теперь осуществляла стюардесса Габриэла Дильман.
Время ультиматума уже подходило к концу, когда террористы сообщили, что самолёт подготовлен к взрыву, а пассажирский салон облит спиртными напитками, то есть при взрыве все люди на борту также сгорят заживо, в чём будет виновато немецкое правительство. В ответ сомалийские представители передали, что представителей РАФ уже освободили и направляют в Сомали, но это потребует некоторое время. На это обрадованный такой новостью Махмуд согласился подождать, установив крайним сроком 02:30 18 октября.

#### Операция «Огненная магия»
Сомали была лояльной к Палестине и к тому же её руководство достаточно долго дружило с Советским Союзом, то есть с режимом, враждебным к Западу. Потому арабские захватчики неслучайно выбрали именно эту страну последней своей остановкой. Однако они не знали, что немецкий канцлер Гельмут Шмидт уже вёл длительные переговоры с сомалийским президентом Мохамедом Сиадом Барре об освобождении самолёта. В Могадишо уже прибыли министр Ганс-Юрген Вишневский и начальник группы GSG 9 Ульрих Вегенер. В то время из-за войны с Эфиопией отношения между Сомали и СССР оказались разорваны, и теперь Барре надеялся получить поддержку у другого режима, а потому обратил внимание на Западную Европу. Сомалийское правительство решило помочь освободить немецких заложников. В обмен на содействие Сомали были обещаны поставки оружия. Правительство Сомали было дезинформировано относительно национальности захватчиков, и считало, что это три немца и один палестинец, который якобы находился в группе только для вида.
Группа GSG 9 состояла из 30 бойцов, которые прибыли из аэропорта Кёльн—Бонн. Согласно первоначальному плану, спецназовцы должны были сперва на самолёте прибыть в соседнюю страну — Джибути, а после получения одобрения от сомалийских властей на машинах добраться до Могадишо. Для полёта был задействован Boeing 707 авиакомпании Lufthansa, который утром 17 октября вылетел из Джидды (Саудовская Аравия), где совершил промежуточную посадку и направился в сторону Джибути. Вторым пилотом был Рюдигер фон Лутцау (нем. Rüdiger von Lutzau) — жених стюардессы Дилльман с захваченного самолёта. Однако когда 707-й пролетал Эфиопию, немецкие и сомалийские власти уже сумели договориться, а потому самолёт с группой захвата был направлен прямо в Могадишо, где он и приземлился в 20:00 местного времени. Сразу после остановки спецназовцы с оборудованием быстро покинули борт, избегая обнаружения.

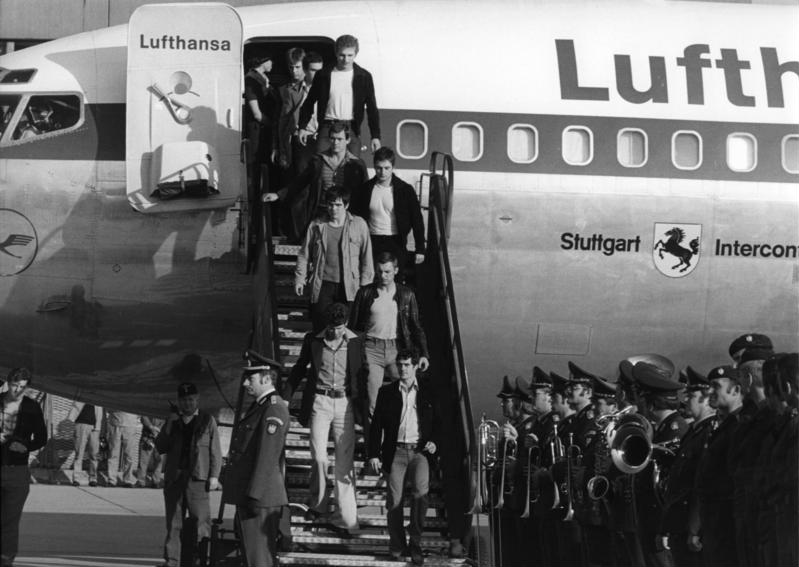
Встреча освобождённых пассажиров «Ландсхута» в аэропорту Кёльн—Бонн

Прибытие немецких спецназовцев в Сомали держали в тайне, но оказалось, что радиопереговоры немецкой стороны уже достаточно долго прослушивал израильский радио-«слухач» и тележурналист Михаэль Гурдус (Michael Gurdus). Далее он передал эту информацию своему руководству, при этом предупредив, что у него нет данных, когда начнётся штурм, а потому пока не следует давать её в эфир. Однако в погоне за сенсацией уже в 21:00 новостные агентства сообщили, что в аэропорт направляется антитеррористическая группа. Узнав об этом, канцлер Шмидт назвал Гурдуса «гигантским мудаком» (нем. Riesenarschloch). На последующие события это не повлияло, так как захватчики не слушали радио.
Началась подготовка к операции под кодовым названием «Огненная магия» (нем. Feuerzauber), на что ушло четыре часа, а её начало было назначено на 02:00 местного времени. 18 октября в назначенное время по радиосвязи Махмуду было передано, что самолёт с освобождёнными РАФ-овцами уже вылетел из Каира после дозаправки и скоро прибудет в Сомали. За несколько минут до начала операции сомалийские военные разожгли в 60 м от самолёта костёр, чтобы отвлечь внимание террористов. В это время под покровом ночи с задней стороны к «Боингу» подошли три группы спецназовцев GSG 9 с алюминиевыми лестницами, одетые в чёрное, с лицами, вымазанными чёрной краской. Первая группа, которую возглавил сам Ульрих Вегенер, подошла к передней левой двери, а две другие, которые возглавляли майор Дитер Фокс (нем. Dieter Fox) и сержант Иоахим Хюммер (нем. Joachim Huemmer), забрались на крылья и заняли позиции у аварийных выходов.

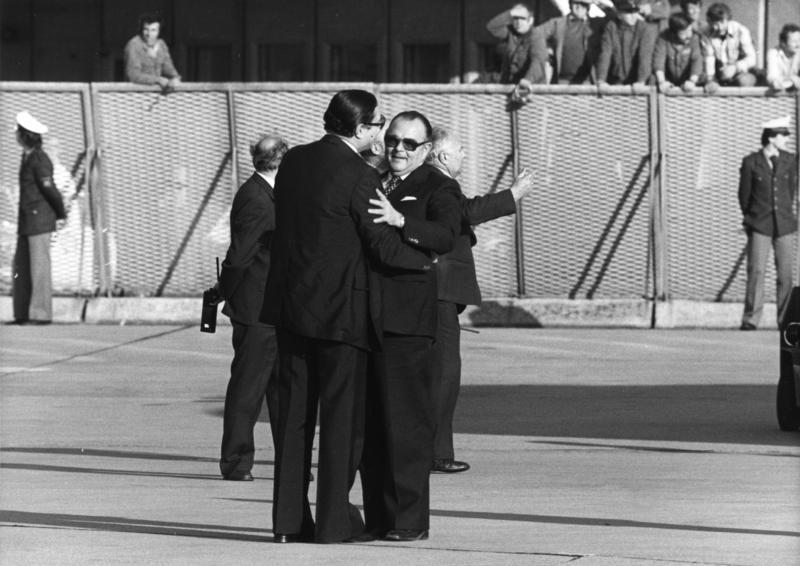
Министр внутренних дел Вернер Майхофер встречает Ганса-Юргена Вишневского.

В 02:05 местного времени (00:05 GMT) снаружи самолёта были взорваны световые гранаты, что позволило ввести террористов в замешательство. Затем бойцы ворвались внутрь и крикнули на немецком «Мы вас спасаем. Ложись.», после чего открыли огонь по захватчикам. Находившаяся в салоне Сухэйла Сейех была скошена выстрелами в корпус и в ноги. Вабиль Харб вступил в перестрелку со спецназом, но довольно быстро получил смертельное ранение. Бойцы GSG 9 устремились в сторону кабины и застрелили находящегося там Акаша. Затем были развёрнуты аварийные трапы и началась эвакуация заложников. Всё ещё живой Харб попытался бросить гранату, но обронил её на пол, где она и взорвалась, при этом ранив несколько человек. Освобождённые пассажиры и экипаж быстро покинули самолёт, но это был ещё не конец, ведь были обезврежены три террориста, тогда как у спецназовцев были данные, что всего их четверо. Причём никто из бойцов не знал, как выглядит последняя террористка, а потому был риск, что она спряталась среди заложников и уже покинула лайнер. В салоне была полная тишина, когда вдруг приоткрылась дверь туалета и из-за неё показалась девушка с пистолетом (Хинд Аламе), в тот же миг она была застрелена.
В 02:12, спустя всего 7 минут после начала, начальник группы по рации объявил кодовое «Весна, весна», после чего канцлеру Шмидту была отправлена телеграмма, что все заложники на борту эвакуированы. Из террористов на месте были убиты оба ливанца и ранены оба палестинца, однако позже Акаш (Махмуд) умер от полученных травм; выжила лишь 23-летняя Сейех. В ходе штурма один спецназовец получил ранение в шею, а одна из пассажирок была ранена в ногу, но никто не погиб.
Всего самолёт с пассажирами и экипажем находился в плену пять дней и ночей или 106 с небольшим часов.

## Последствия
Командир судна Юрген Шуман был посмертно награждён орденом «За заслуги перед Федеративной Республикой Германия» 1-й степени. Этим же орденом был награждён и второй пилот Юрген Фитор, но в 2008 году последний вернул награду в знак протеста против освобождения после испытательного срока Кристиана Клара (нем. Christian Klar) — одного из террористов из Фракции Красной Армии, который принимал участие в похищении и убийстве Ханнса Мартина Шлейера.
Сейех была приговорена сомалийским судом к 20-летнему заключению, однако через год была освобождена из-за подорванного здоровья и уехала в  Бейрут. В 1991 году она с мужем, палестинским академиком и правозащитником, доктором Ахмадом Абу Матаром и дочерью  перебрались в Осло. В 1994 году норвежская служба безопасности (Politiets sikkerhetstjeneste) напала на их след и в 1995 году она была выдана Германии. Она была приговорена к 12 годам заключения по обвинению в терроризме и освобождена, отбыв три года наказания в связи с плохим состоянием здоровья. С тех пор она проживает в Осло с мужем и дочерью.

### Дальнейшая судьба самолёта

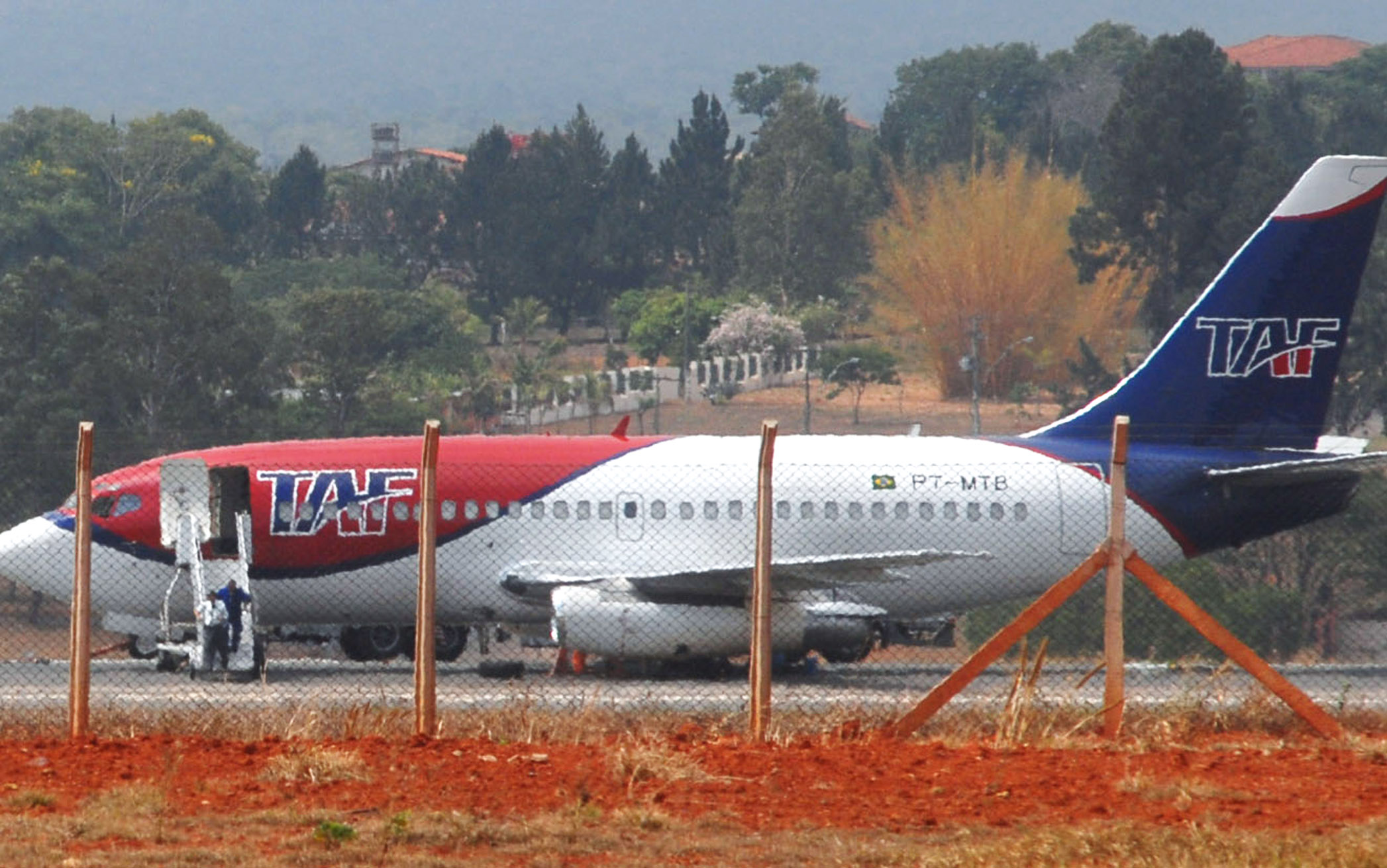
Самолёт в 2007 году в период работы в TAF Linhas Aéreas

Борт D-ABCE через несколько недель вернулся на пассажирские маршруты и эксплуатировался в авиакомпании Lufthansa ещё без малого семь лет, пока 5 сентября 1985 года не был продан американской авиакомпании Presidential Airways, где получил бортовой номер N302XV, а с 13 декабря 1987 года эксплуатировался уже в гондурасской TAN Airlines. С 28 сентября 1988 года под бортовым F-GFVJ эксплуатировался в INTERCARGO, а с 23 ноября 1990 года — в L'Aeropostale. С 24 февраля 1995 года уже под бортовым 9M-PMQ данный «Боинг» начал выполнять полёты в малайзийской Transmile Air Services, при этом с 4 апреля по 24 мая 1997 года сдавался в лизинг индонезийской Garuda Indonesia. 1 августа 2002 года самолёт приобрёл последний собственник — TAF Linhas Aéreas, при этом после перерегистрации бортовой номер самолёта сменился на PT-MTB. В 2008 году был отставлен от эксплуатации из-за серьёзных повреждений. В 2017 году министр Зигмар Габриель сообщил, что самолёт будет перевезён обратно в Германию, в музей «Дорнье» в городе Фридрихсхафен. Для этого самолёт будет полностью разобран.. 22 сентября 2017 самолет был перевезен из Форталезы (Бразилия) в Фридрихсхафен (Германия) двумя рейсами, на Ан-124 и Ил-76, авиакомпании «Волга-Днепр».

## Культурные аспекты
- Истории угона посвящён один из эпизодов сериала Герои спецназа (англ. Special forces heroes) — «Могадишо 1977».
- История угона самолёта присутствует в документальном фильме о Немецкой осени «Смертельная игра»[нем.] (1997 год)
- В фильме «Комплекс Баадера — Майнхоф» (2008 год) угон самолёта упоминается в истории о «Фракции Красной Армии».
- Истории угона посвящён телевизионный триллер «Могадишо» (2008 год).
- История угона упоминается в нескольких эпизодах фильма «Суспирия» (2018 год).

### Комментарии
1. ↑  Здесь и далее по умолчанию указано Среднее время по Гринвичу (GMT).